# I Lombardi alla prima crociata
I Lombardi alla prima crociata (deutscher Titel: Die Lombarden auf dem ersten Kreuzzug) ist eine Oper in vier Akten von Giuseppe Verdi (1813–1901). Das Libretto (Text) stammt von Temistocle Solera nach dem gleichnamigen Versepos des Mailänder Dichters Tommaso Grossi. Die Uraufführung fand am 11. Februar 1843 am Teatro alla Scala in Mailand statt. Die deutsche Erstaufführung war am 25. August 1845 in Berlin.

## Handlung

### Erster Akt: „La vendetta“ – Die Rache
Erstes Bild: Der Platz von Sant’Ambrogio
In der Mailänder Kirche Sant’Ambrogio wird ein Dankgottesdienst für die Brüder Pagano und Arvino abgehalten, die als Rivalen um die Hand Viclindas einen blutigen Streit ausgetragen haben, der zur Verbannung Paganos geführt hatte. Viclinda, Arvinos Gattin, sowie deren Tochter Giselda hoffen auf den Bestand des neu gefundenen Friedensschlusses (Quintett T’assale un tremito! / Ein Schauder ergreift dich!).
Zweites Bild: Galerie im Palast von Folco
Ein Priester berichtet, dass Arvino Führer der lombardischen Truppen auf dem Kreuzzug sein soll. Pagano verfolgt jedoch immer noch die Absicht, Viclinda für sich zu gewinnen, was er dem Waffenknecht seines Bruders, Pirro, anvertraut (Arie Sciagurata! hai tu creduto / Schändliche! hast du geglaubt). Dieser stellt ihm eine Gruppe gedungener Mörder für seine Pläne zur Verfügung. Während die Kumpane des Pirro den elterlichen Palast der feindlichen Brüder in Brand stecken, dringt Pagano in die Gemächer Arvinos ein, tötet dort statt des Bruders Arvino seinen Vater Folco und versucht, Viclinda zu entführen.
Bevor er fliehen kann, wird er von Arvino gestellt und wieder in die Verbannung geschickt.

### Zweiter Akt: „L’uomo della caverna“ – Der Mann der Höhle
Erstes Bild: Saal im Palast von Acciano in Antiochia
In Antiochia wird Acciano, der Tyrann der Stadt, über die nahenden Kreuzfahrer informiert, die eine Spur der Vernichtung durch das Land ziehen. Sofia, seine Frau, erfährt von ihrem Sohn Oronte, dass dieser die im Harem des Vaters eingesperrte Christin Giselda liebt. Sofia ist selbst heimlich getauft worden und billigt die Liebe Orontes zu Giselda (Cavatine La mia letizia infondere / Könnte ich doch meine Freude).
Zweites Bild: Anhöhen eines Berges mit dem Eingang einer Höhle
Pirro ist nach seiner Beteiligung am Vatermord des Pagano nach Antiochia geflüchtet und zum muslimischen Glauben konvertiert. Er kommt zu einem Einsiedler, berichtet ihm sein ganzes Leben und erfährt von dem heiligen Mann, dass ihm vergeben werden könne, wenn er den herannahenden Kreuzfahrern die Stadttore öffne, da er für die Sicherheit der Stadttore Antiochias verantwortlich ist.
Die Kreuzfahrer kommen zur Höhle des Einsiedlers, der ihnen mit herabgelassenem Visier seines Helmes entgegentritt. Arvino berichtet ihm von der Gefangennahme seiner Tochter Giselda und wird vom Einsiedler getröstet, der ihm weissagt, schon die nächste Nacht könnten die Kreuzfahrer in der Stadt Antiochia verbringen.
Drittes Bild: Im Harem
Kreuzfahrer dringen in den Harem ein, wo sich Giselda befindet (Rondo O madre dal cielo soccorri / O Mutter vom Himmel, hilf mir). Sofia berichtet erregt, dass Acciano und Oronte gefallen seien. Als Arvino eintritt, erkennt Giselda in ihm den Mörder ihres Geliebten und seines Vaters und stößt ihn zurück. Sie prophezeit ihm schweres Unheil. Der Einsiedler kann Arvino davon abhalten, seine halb wahnsinnige Tochter zu töten (Finale II No, no, giusta causa non è / Nein, nein, es ist nicht Gottes gerechter Wille).

### Dritter Akt: „La conversione“ – Die Bekehrung
Erstes Bild: Das Tal von Giosafat
Im Zeltlager des Arvino in der Nähe des Ölbergs trifft Giselda auf Oronte, der ihr erklärt, nur verletzt worden zu sein und sie – in der Verkleidung eines Lombarden – gesucht zu haben. Gemeinsam fliehen sie aus dem Lager.
Zweites Bild: Das Zelt Arvinos
Arvino wird berichtet, man habe seinen verruchten Bruder Pagano im Lager der Kreuzfahrer gesehen, was als böses Zeichen des Himmels gedeutet wird.
Drittes Bild: Das Innere einer Grotte
In einer Grotte am Ufer des Jordan rasten Giselda und der verwundete Oronte, der sein Ende nahen fühlt. Der Einsiedler spendet Oronte das Sakrament der Taufe, bevor dieser stirbt. Vergeblich bemüht sich der Einsiedler, Giselda zu trösten (Finale III, Terzett Qual voluttà / Welche Wollust spüre ich).

### Vierter Akt: „Il Santo Sepolcro“ – Das Heilige Grab
Erstes Bild: Eine Höhle
In einer Vision erblickt die schlafende Giselda ihren toten Geliebten, der ihr Hoffnung spendet und den Sieg der Kreuzfahrer prophezeit. Giselda fühlt ihre Berufung (Arie Qual prodigio! / Welches Wunder!).
Zweites Bild: Die Zelte der Lombarden in der Nähe von Rahels Grab
Hinter dem öden Lager wird eine frische Quelle entdeckt, die den erschöpften Kreuzfahrern Erfrischung bringen soll.
Drittes Bild: Das Zelt Arvinos
Arvino und Giselda bringen den tödlich verwundeten Einsiedler in Arvinos Zelt. Er bekennt, dass er der Vatermörder Pagano ist und auch seinen Bruder umbringen wollte. Sterbend fleht er um Vergebung.
Viertes Bild: [Der Anblick Jerusalems]
Vor seinem Tod wirft er einen letzten Blick auf die schon mit den Fahnen der Kreuzfahrer geschmückten Mauern von Jerusalem (Finale IV, Hymne Te lodiamo, gran Dio / Wir preisen dich, großer Gott).

## Gestaltung

### Instrumentation
Die Orchesterbesetzung der Oper enthält die folgenden Instrumente:
- Holzbläser: Piccoloflöte, Flöte, zwei Oboen, zwei Klarinetten, zwei Fagotte
- Blechbläser: vier Hörner, zwei Trompeten, drei Posaunen, Cimbasso
- Pauken, Schlagzeug: Große Trommel, Kleine Trommel, Triangel
- zwei Harfen
- Streicher
- Bühnenmusik: Piccoloflöte, kleine Klarinette, zwei Klarinetten, drei Trompeten, drei Posaunen, Tuba, Schlagzeug: Große Trommel, Kleine Trommel

### Musiknummern
Erster Akt
- Nr. 1. Preludio
- Nr. 2. Introduktion
  - Chor: Oh nobile esempio! (Chor) – Szene I
  - Szene: Qui nel luogo santo und pio (Pagano, Arvino, Viclinda, Giselda, Pirro, Chor) – Szene II
  - Quintett: T’assale un tremito!… – sposo, che fia? (Viclinda, Giselda, Arvino, Pagano, Pirro) – Szene II
  - Seguito dell’Introduzione: Or s’ascolti il voler cittadino! (Priore, Arvino) – Szene II
  - Stretta dell’Introduzione: All’empio che infrange la santa promessa (Viclinda, Giselda, Pirro, Arvino, *Pagano, Chor) – Szene II
- Nr. 3. Chor und Arie des Pagano
  - Chor: A te nell’ora infausta (Chor interno di Claustrali) – Szene III
  - Rezitativ: Vergini!… il ciel per ora (Pagano) – Szene IV
  - Arie: Sciagurata! hai tu creduto (Pagano) – Szene IV
  - Tempo di mezzo: Molti fidi qui celati (Pirro, Pagano) – Szene IV–V
  - Chor: Niun periglio il nostro seno (Chor di Sgherri) – Szene V
  - Cabaletta: O speranza di vendetta (Pagano, Chor) – Szene V
- Nr. 4. Rezitativ und Ave Maria
  - Rezitativ: Tutta tremante ancor l’anima io sento… (Viclinda, Arvino, Giselda) – Szene VI
  - Preghiera/Gebet: Salve Maria (Viclinda) – Szene VI
- Nr. 5. Finale I
  - Szene: Vieni!… già posa Arvino (Pirro, Pagano, Viclinda, Arvino) – Szene VII–VIII–IX
  - Finale I: Mostro d’averno orribile (Pagano, Pirro, Viclinda, Arvino) – Szene IX
  - Seguito del Finale: Parricida!… E tu pure trafitto (Arvino, Giselda, Pagano, Pirro, Chor) – Szene IX
  - Stretta del Finale: Ah! sul capo mi grava l’Eterno (Pagano, Pirro, Viclinda, Arvino, Chor) – Szene IX

Zweiter Akt
- Nr. 6. Introduktion
  - Chor: È dunque vero? (Ambasciatori, Acciano, Chor) – Szene I
- Nr. 7. Cavatine des Oronte
  - Szene: O madre mia, che fa colei? (Oronte, Sofia) – Szene II
  - Cavatine: La mia letizia infondere (Oronte) – Szene II
  - Tempo di mezzo: Oh! ma pensa che non puoi (Sofia, Oronte) – Szene II
  - Cabaletta: Come poteva un angelo (Oronte, Sofia) – Szene II
- Nr. 8. Szene, Marsch der Kreuzfahrer und Hymne
  - Szene: E ancor silenzio! (Pagano) – Szene III
  - Adagio: Ma quando un suon terribile (Pagano) – Szene III
  - Szene und Marsch: Ma chi viene a questa volta? (Pagano, Pirro) – Szene III–IV–V
  - Duettino: Sei tu l’uom della caverna? (Arvino, Pagano) – Szene V
  - Inno/Hymne: Stolto Allah… sovra il capo ti piomba (Chor) – Szene V
- Nr. 9. Chor
  - Chor: La bella straniera che l’alme innamora! (Chor nell’Harem) – Szene VI
- Nr. 10. Finale II
  - Szene: Oh madre, dal cielo soccorri al mio pianto (Giselda) – Szene VII
  - Rondò: Se vano è il pregare che a me tu ritorni (Giselda, Sofia, Pagano, Arvino, Chor) – Szene VII–VIII
  - Stretta del Finale: Ah taci, incauta! (Pagano, Arvino, Giselda, Chor) – Szene VIII

Dritter Akt
- Nr. 11. Introduktion
  - Coro della Processione: Gerusalem… Gerusalem… la grande (Chor) – Szene I
- Nr. 12. Rezitativ und Duett von Giselda und Oronte
  - Rezitativ: Dove sola m’inoltro? (Giselda, Oronte) – Szene II–III
  - Duett: O belle, a questa misera (Giselda, Oronte) – Szene III
- Nr. 13. Szene und Arie des Arvino
  - Szene: Che vid’io mai?… (Arvino) – Szene IV
  - Arie: Qual nuova? – Sì!… del ciel che non punisce (Arvino, Chor) – Szene V
- Nr. 14. Szene und Terzetto
  - Szene: Qui posa il fianco!… (Giselda, Oronte, Pagano) – Szene VI–VII
  - Terzett: Qual voluttà trascorrere (Oronte, Giselda, Pagano) – Szene VII

Vierter Akt
- Nr. 15. Introduktion
  - Szene: Vedi und perdona! (Giselda, Pagano, Arvino) – Szene I
- Nr. 16. Vision
  - Chor: Componi, o cara vergine (Chor di Celesti) – Szene II
  - Vision: Oh! di sembianze eteree (Giselda) – Szene II
  - Arie: In cielo benedetto (Oronte) – Szene II
  - Arie: Non fu sogno!… in fondo all’alma (Giselda) – Szene II
- Nr. 17. Finale ultimo
  - Chor: O Signore, dal tetto natio (Crociati, Pellegrini, Donne) – Szene III
  - Szene: Al Siloe! al Siloe! (Chor, Giselda, Arvino) – Szene III–IV
  - Inno/Hymne: Guerra! guerra! s’impugni la spada (Chor) – Szene IV
  - Szene: Questa è mia tenda… (Arvino, Giselda, Pagano) – Szene V
  - Terzettino: Un breve istante (Pagano, Giselda, Arvino) – Szene V
  - Inno finale: Dio pietoso!… di quale contento (Pagano, Arvino, Giselda, Chor) – Szene VI

## Werkgeschichte
Die Uraufführung am 11. Februar 1843 in Mailand wurde wiederum zum großen Erfolg für den jungen Komponisten, und zur Eröffnung der Spielzeit 1844/1845 wurde das Werk erneut auf den Spielplan gesetzt. Danach fand I Lombardi alla prima crociata schnelle Verbreitung in Europa und wurde 1845 in Odessa, Barcelona, Bukarest, Berlin und St. Petersburg aufgeführt. Im Jahre 1847 wurde die Oper erstmals in den USA am New Yorker Palmo’s Opera House gespielt. Für die Aufführung an der Pariser Opéra arbeitete Verdi das Werk zu einer französischen Grand opéra mit Ballett und vielen nachkomponierten Teilen um. Diese überarbeitete Fassung wurde am 26. November 1847 unter dem Titel Jérusalem uraufgeführt.
Nach einer Rückübersetzung ins Italienische wurde Jérusalem unter dem Titel Gerusalemme 1850/1851 zur Saisoneröffnung an der Mailänder Scala aufgeführt.
Heute gehört I Lombardi alla prima crociata zu den seltener aufgeführten Frühwerken Verdis.

## Diskografie (Auswahl)
- Gesamtaufnahme mit León de la Guardia (Arvino), Pavel Kudinov (Pagano), Anna Werle (Viclinda), Ania Jeruc (Giselda), Daniel Dropulja (Pirro), Christoph Wittmann (Mailänder Prior), Andrew Nolen (Acciano), Marian Talaba (Oronte), Kate Allen (Sofia), Czech Philharmonic Choir Brno, Cappella Aquileia unter Marcus Bosch, Coviello Classics 2018